# Only You (Toto)
Only You is een nummer van de Amerikaanse rockband Toto uit 1992. Het is de tweede single van hun achtste studioalbum Kingdom of Desire.
Het nummer is een ballad, die gaat over een man die smoorverliefd is op zijn echtgenote. Net als aan voorganger "Don't Chain My Heart", hebben ook aan "Only You" alle bandleden meegeschreven. "Only You" werd echter nergens een hit, hoewel veel muziekcritici wel lovend waren over het nummer.